# The Brutalist
The Brutalist és una pel·lícula dramàtica, històrica i èpica del 2024 dirigida i produïda per Brady Corbet, a partir d'un guió que va escriure juntament amb Mona Fastvold. Es tracta d'una coproducció internacional entre els Estats Units, el Regne Unit i Hongria protagonitzada per Adrien Brody, Felicity Jones, Guy Pearce, Joe Alwyn, Raffey Cassidy, Stacy Martin, Emma Laird, Isaach de Bankolé i Alessandro Nivola.
La pel·lícula es va estrenar al 81è Festival Internacional de Cinema de Venècia l'1 de setembre de 2024, on Corbet va ser guardonat amb el Lleó d'Argent a la Millor Direcció. Fou estrenada el 20 de desembre de 2024 als Estats Units i el 24 de gener de 2025 a Catalunya.

## Sinopsi
La pel·lícula narra trenta anys de la vida de László Tóth, un arquitecte jueu nascut a Hongria que va sobreviure a l'Holocaust. Després del final de la Segona Guerra Mundial, va emigrar als Estats Units amb la seva dona, Erszebét, a la recerca del "somni americà". Inicialment, László afronta una època de pobresa i misèria, però aviat aconsegueix un contracte amb un misteriós i adinerat client, Harrison Lee Van Buren, que canviarà radicalment la seva vida.

## Repartiment
- Adrien Brody com a László Tóth
- Felicity Jones com Erzsébet Tóth

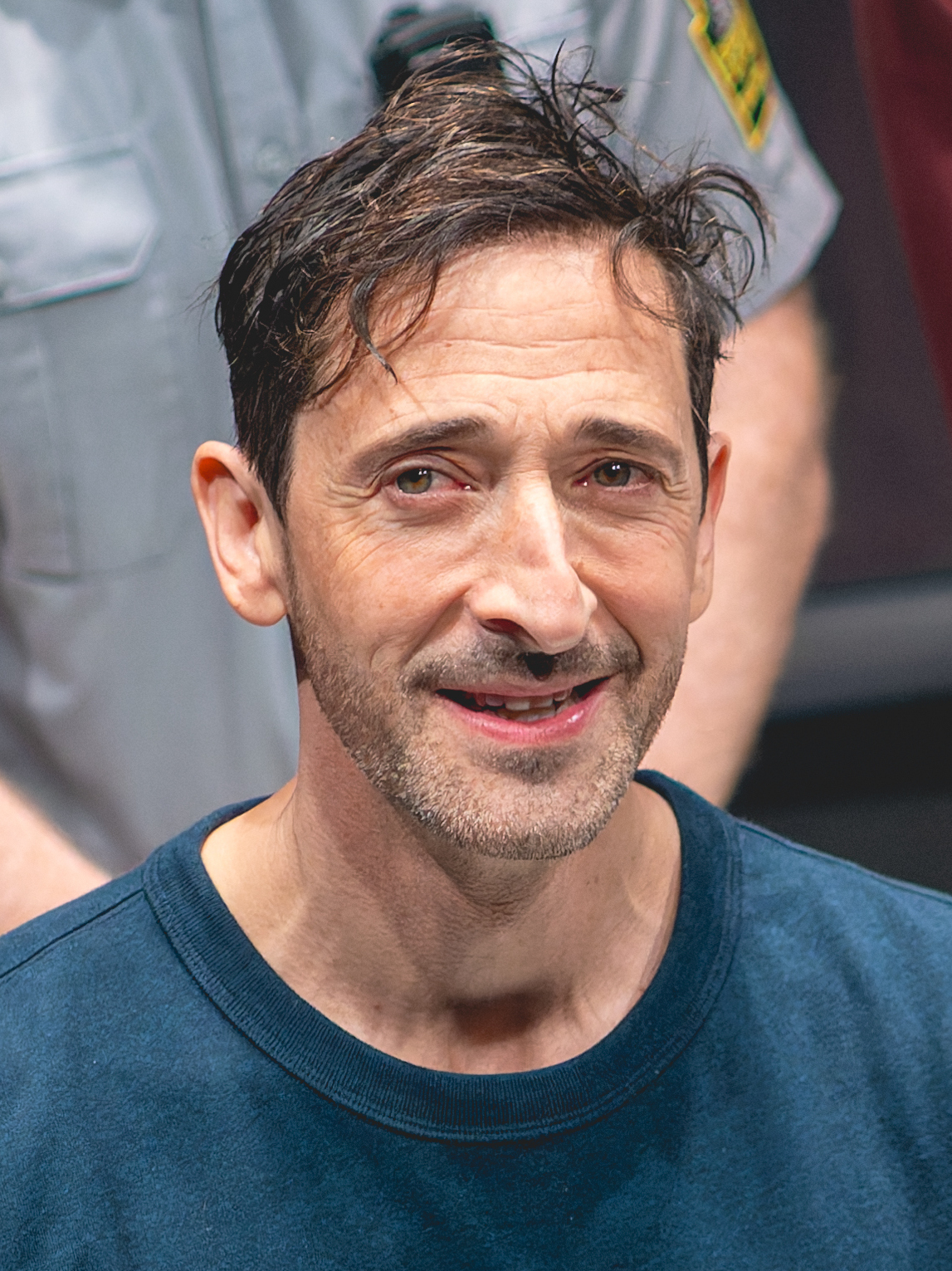
Adrien Brody, l'actor que interpreta l'arquitecte László Tóth.

- Guy Pearce com Harrison Lee Van Buren
- Joe Alwyn com a Harry Lee Van Buren
- Raffey Cassidy com a Zsófia
  - Ariane Labed com a adulta Zsófia
- Stacy Martin com a Maggie Van Buren
- Emma Laird com a Audrey
- Isaach de Bankolé com a Gordon
- Alessandro Nivola com Attila
- Michael Epp com a Jim Simpson
- Jonathan Hyde com a Leslie Woodrow
- Peter Polycarpou com a Michael Hoffman
- Maria Sand com a Michelle Hoffman
- Salvatore Sansone com a Orazio

## Producció

### Desenvolupament

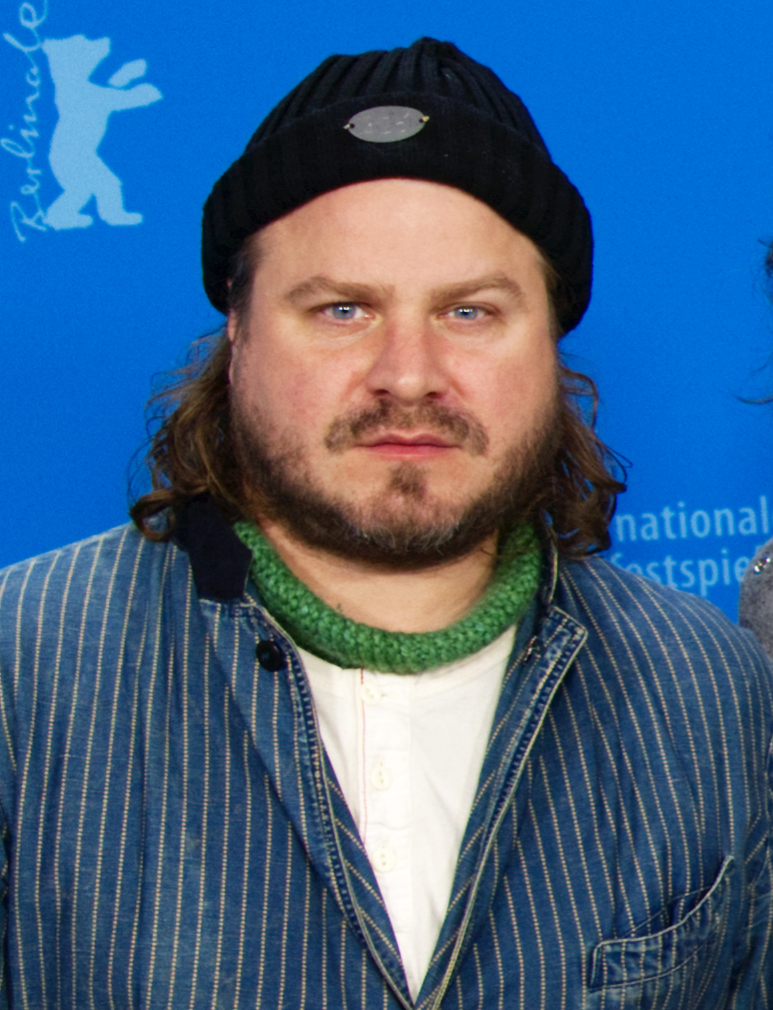
L'escriptor i director Brady Corbet

El 6 de setembre de 2018, la revista en línia Deadline va informar que The Brutalist havia estat escollit pel director Brady Corbet com el seu pròxim projecte després del seu segon llargmetratge Vox Lux. Andrew Lauren Productions (ALP) va desenvolupar el guió junt amb Corbet i va finançar la pel·lícula. El director també va encarregar-se de l'escriptura del guió conjuntament amb la seva parella Mona Fastvold, amb qui també va escriure la pel·lícula de 2015 La infància d'un líder i la pel·lícula de 2018 Vox Lux. El film va ser anunciat originalment com una coproducció entre Andrew Lauren i DJ Gugenheim per a ALP, Trevor Matthews i Nick Gordon per a Brookstreet Pictures, Three Six Zero de Brian Young, i la companyia polonesa Madants.
El 2 de setembre de 2020, Deadline va anunciar que Joel Edgerton, Marion Cotillard i Mark Rylance havien estat elegits com a protagonistes de la pel·lícula, interpretant a László Tóth, Erzsébet Tóth i el misteriós client de l'arquitecte jueu, respectivament. Sebastian Stan, Vanessa Kirby, Isaach De Bankolé, Alessandro Nivola, Raffey Cassidy i Stacy Martin també van ser anunciats en papers desconeguts. Corbet va descriure The Brutalist com "una pel·lícula que celebra els triomfs dels visionaris més agosarats i realitzats; els nostres avantpassats". El rodatge es va fixar perquè s'iniciés a Polònia el gener de 2021. Protagonist Pictures va presentar el projecte als compradors del Festival Internacional de Cinema de Toronto 2020. La pel·lícula té lloc a Filadèlfia i es va rodar en anglès, ídix, hongarès i italià.
El 9 de març de 2023 es van anunciar la directora de fotografia Lol Crawley, l'editor Dávid Jancsó i la dissenyadora de vestuari Kate Forbes. Judy Becker, la dissenyadora de producció, va ser anunciada l'11 d'abril de 2023.Daniel Blumberg va ser nomenat l'encarregat per a compondre la partitura del film.
L'11 d'abril de 2023, es va anunciar que el nou repartiment de la pel·lícula estaria conformat per Adrien Brody, Felicity Jones, Guy Pearce, Joe Alwyn, Jonathan Hyde, Emma Laird i Peter Polycarpou. També es va anunciar que el film seria coproduït per les companyies nord-americanes Andrew Lauren Productions i Yellow Bear junt amb Brookstreet i Intake Films del Regne Unit, i Proton Cinema d'Hongria, i finançada per Brookstreet UK, Yellow Bear., Lip Sync Productions, Richmond Pictures, Meyohas Studio, Carte Blanche, Cofiloisirs i Parable Media. CAA Media Finance va ser seleccionada per gestionar les vendes als Estats Units conjuntment amb Protagonist Pictures que va ser triada per encarregar-se de les vendes internacionals. Seguidament, els drets de distribució internacional de la pel·lícula van ser adquirits per Focus Features.

### Rodatge
Inicialment, es va decretar l'inici del rodatge de The Brutalist per l'any 2020, però es va ajornar a causa de la pandèmia de la COVID-19. Aleshores, es va establir que començaria el gener de 2021, però es va tornar a endarrerir fins a l'agost de 2021, i posteriorment es va programar el rodatge per a finals de la primavera de 2022. Corbet va dir que el rodatge es va endarrerir diverses vegades a causa de la pandèmia i de diversos embarassos i morts a les famílies del repartiment i l'equip de la pel·lícula.
Després de nombrosos ajornaments, finalment va començar el rodatge a Budapest (Hongria) el 16 de març de 2023. A continuació, la producció va ser traslladada a la ciutat de Carrara a la Toscana (Itàlia) el 29 d'abril de 2023, i va finalitzar el 5 de maig de 2023.
La pel·lícula es va rodar mitjançant càmeres VistaVision, amb la intenció d'estrenar la pel·lícula en 70 mm. Corbet va afirmar que "semblava que la millor manera d'accedir a aquest període (dècada de 1950) era rodar amb algun mitjà propi de la mateixa dècada". A més, la pel·lícula es presenta en dos actes amb un entreacte de 15 minuts.

## Estrena
The Brutalist va estrenar- al 81è Festival Internacional de Cinema de Venècia l'1 de setembre de 2024, on va competir pel Lleó d'Or i va guanyar el Lleó d'Argent a la millor direcció (Brady Corbet). També es va estrenar al Festival Internacional de Cinema de Toronto el 6 de setembre de 2024. La pel·lícula també es va incloure en diverses seleccions per al Festival de Cinema de Nova York 2024, al 69è Festival Internacional de Cinema de Valladolid i al 31è Festival de Cinema d'Austin. Una setmana després de la seva estrena a Venècia, la productora A24 va adquirir els drets de distribució nord-americans de la pel·lícula per "poc menys de 10 milions de dòlars".

### Premis i nominacions
| Premi                                       | Data de la cerimònia  | Categoria     | Resultat  | Ref.   |
| ------------------------------------------- | --------------------- | ------------- | --------- | ------ |
| Festival Internacional de Cinema de Venècia | 7 de setembre de 2024 | Lleó d'or     | Nominat   | [ 29 ] |
| Festival Internacional de Cinema de Venècia | 7 de setembre de 2024 | Lleó d'Argent | Guanyador | [ 29 ] |